# Ashchurch
Ashchurch est un village du Gloucestershire, en Angleterre.